# SUPT4H1
SUPT4H1 (англ. SPT4 homolog, DSIF elongation factor subunit) – білок, який кодується однойменним геном, розташованим у людей на короткому плечі 17-ї хромосоми. Довжина поліпептидного ланцюга білка становить 117 амінокислот, а молекулярна маса — 13 193.
| 10         |  | 20         |  | 30         |  | 40         |  | 50         |
| ---------- |  | ---------- |  | ---------- |  | ---------- |  | ---------- |
| MALETVPKDL |  | RHLRACLLCS |  | LVKTIDQFEY |  | DGCDNCDAYL |  | QMKGNREMVY |
| DCTSSSFDGI |  | IAMMSPEDSW |  | VSKWQRVSNF |  | KPGVYAVSVT |  | GRLPQGIVRE |
| LKSRGVAYKS |  | RDTAIKT    |  |            |  |            |  |            |

A: Аланін

C: Цистеїн

D: Аспарагінова кислота

E: Глутамінова кислота

F: Фенілаланін

G: Гліцин

H: Гістидин

I: Ізолейцин

K: Лізин

L: Лейцин

M: Метіонін

N: Аспарагін

P: Пролін

Q: Глутамін

R: Аргінін

S: Серин

T: Треонін

V: Валін

W: Триптофан

Кодований геном білок за функціями належить до репресорів, активаторів. 
Задіяний у таких біологічних процесах, як транскрипція, регуляція транскрипції, ацетилювання. 
Білок має сайт для зв'язування з іонами металів, іоном цинку. 
Локалізований у ядрі.